# Sony (Mali)
Pour les articles homonymes, voir Sony (homonymie).
Sony est une commune rurale malienne de l'arrondissement central de Ambidédi, dans le cercle de Ambidédi et la région de Kayes, elle a pour chef-lieu la localité de Lany-Tounka.

## Géographie
La commune d'étend sur la rive gauche du fleuve Sénégal à l'ouest de la ville de Kayes.
| Ghabou    | Guidimakan Kéri Kaffo | Guidimakan Kéri Kaffo |
| Tafacirga | Sony                  | Kéméné Tambo          |
| Fégui     | Falémé                |                       |

## Villages
La commune comprend six villages : Lany Tounka, Lany Tacoutala, Lany Mody, Kabou, Digokory et Sobokou.
La commune s'étend sur 6 localités relevées lors du recensement général de 2009. 
Les villages les plus peuplés sont :
- Sobokou (2 952 habitants)
- Lani Modi (1 675 habitants)
- Kabou (1 407 habitants)

En 2023, la loi 2023-007 attribue à la commune 6 villages administratifs :
- Kabou
- Lany-Tounka
- Lany-Tacoutala
- Lany-Modi
- Digokori
- Sobokou

## Politique
Le premier Maire de la commune est Ousmane Diallo.